# قسم زرنة الريفي (مقاطعة إيوان)
قسم زرنة الريفي (بالفارسية: دهستان زرنه) هي منطقة ريفية تقع في ناحية زرنة في إيران. يقدر عدد سكانها بـ 2,778 نسمة .